# Uummannaq (Nuuk)
Uummannaq [ˈuːˌmːanːɑq] (nach alter Rechtschreibung Ũmánaĸ) ist eine wüst gefallene grönländische Siedlung im Distrikt Nuuk in der Kommuneqarfik Sermersooq.

## Lage
Uummannaq liegt an der Westküste einer kleinen gleichnamigen Insel in einem breiten Seegebiet, an dem zahlreiche Fjorde münden, unter anderem der Kapisillit Kangerluat. Westlich liegt die Insel Qeqertarsuaq (Storø), getrennt durch die Meerenge Ikinngua. 26 km östlich liegt Kapisillit und bis nach Nuuk sind es 57 km nach Südwesten.

## Geschichte
Uummannaq wurde 1861 als Missionsstation der Herrnhuter Brüdergemeine gegründet, um auch für weiter von Neu-Herrnhut entfernte Grönländer erreichbar zu sein. Die Bewohner waren teils aus Neu-Herrnhut, teils aus dem nahegelegenen Wohnplatz Kukik zugezogen. 1900 verließen die Herrnhuter Grönland und Uummannaq wurde Teil der Dänischen Mission. Ab 1911 war Uummannaq Teil der Gemeinde Qoornoq.
1918 wurden 86 Einwohner gezählt, die in zwölf Häusern lebten. Die Bewohner waren wie für die Herrnhutergemeine üblich, ohne europäischer Abstammung. Unter ihnen waren acht Jäger und neun Fischer und sie lebten hauptsächlich von der Rentier- und Fuchsjagd, etwas weniger von der Jagd auf Robben. In Uummannaq gab es eine 50 m² kleine hölzerne Kirche und eine 40 m² große Schule. Es gab einen Katecheten und eine Hebamme.
Zwischen 1930 und 1946 hatte Uummannaq 39 bis 46 Einwohner. Danach sank die Einwohnerzahl rasch und 1950 verließen die letzten 22 Personen den Wohnplatz.